# Stefano Gaggero
Stefano Gaggero (Genova, 23 aprile 1927 – Arenzano, 23 ottobre 2010) è stato un ciclista su strada italiano.
Nato nel quartiere genovese di Voltri, professionista tra il 1951 e il 1961, conta una vittoria di tappa Tour de Suisse.

## Carriera
Gaggero si mise in luce tra i dilettanti, categoria in cui corse indossando le maglie di Anpi Fabbriche, Fausto Coppi e Boero e vinse più di venti corse tra le quali Trofeo Strazzi, Coppa Cotonificio e Giro di Asti.
Passò professionista nel settembre del 1951 quando, su invito dello stesso Coppi, fu ingaggiato dalla Bianchi. 
Fu gregario del Campionissimo anche alla Carpano. Riuscì anche a cogliere due successi, una tappa al Tour de Suisse 1957 e una al Gran Premio Ciclomotoristico, e due cronosquadre al Giro d'Italia con la Bianchi. Nella "Corsa rosa" ottenne il miglior piazzamento nel 1956, terminando all'undicesimo posto.
Terminata la carriera nel 1961, svolse la professione di autista di camion.

## Palmarès
- 1957

3ª tappa Tour de Suisse (Basilea > La Chaux-de-Fonds)
3ª tappa Gran Premio Ciclomotoristico (Salerno > Campobasso)

### Altri successi
- 1953

11ª tappa Giro d'Italia (Modena, cronosquadre)
- 1954

1ª tappa Giro d'Italia (Palermo, cronosquadre)

## Piazzamenti

### Grandi Giri
- Giro d'Italia

1953: 35º
1954: 49º
1955: 40º
1956: 11º
1958: ritirato
1960: 94º
1961: ritirato

### Classiche monumento
- Milano-Sanremo

1953: 76º
1954: 13º
1956: 106º
1957: 74º
1958: 93º
- Giro delle Fiandre

1960: 13º
- Parigi-Roubaix

1954: 89º
1957: 34º
1960: 63º
- Liegi-Bastogne-Liegi

1953: 27º
- Giro di Lombardia

1951: 49º
1954: 24º